# 8BitDo
8BitDo(中国語：八位堂、英語：8BitDo)は、2013年に設立された香港と深圳を拠点とするテレビゲームの周辺機器やキーボード・マウスを製造・販売する中国の企業である。

## 概要
ゲーム機やその他プラットフォーム向けのレトロ風ワイヤレスコントローラーを専門としており、さまざまなゲーム機の周辺機器を接続するためのアダプターも販売している。同社のコントローラーは、ネイティブコントローラーやプロ仕様のコントローラーと競合するように設計されず、AndroidやiPhoneなどのスマートフォン、タブレット、ラップトップ、Raspberry Piなどで使用できる便利なゲームパッドとして設計されており、MacOS、Nintendo Switch、Steam、Windowsとも互換性も持つ。その魅力は、初期の任天堂・セガのゲーム機や、Apple Macintoshなどの電子機器を彷彿とさせるデザインにある。
同社は、2025年4月30日にアメリカ合衆国大統領のドナルド・トランプによる関税を理由に米国への出荷を停止すると顧客に通知していたが、24時間も経たないうちに方針を撤回し、労働節のみ一時出荷を停止すると公表した。

## 製品

### NES30 (2014年)
同社は2014年に、Nintendo Entertainment System のデザインにスーパーファミコンのような4つのボタン（X、Y、L、R）を追加したワイヤレスゲームパットである「NES30」の製造で有名となった。その名前は、1983年に発売された任天堂のファミリーコンピュータの30周年にちなんで付けられた。NES30は、Bluetooth経由でAndroid、iOS、Wiiとの互換性があるが、発売当初は設定の同期が非常に困難であった。パッケージには、携帯電話ホルダーと、充電またはファームウェア更新用のMicroUSBケーブルが含まれている。価格は25ユーロであった。

### Zero Series (2016年)/ Micro Series (2023年)

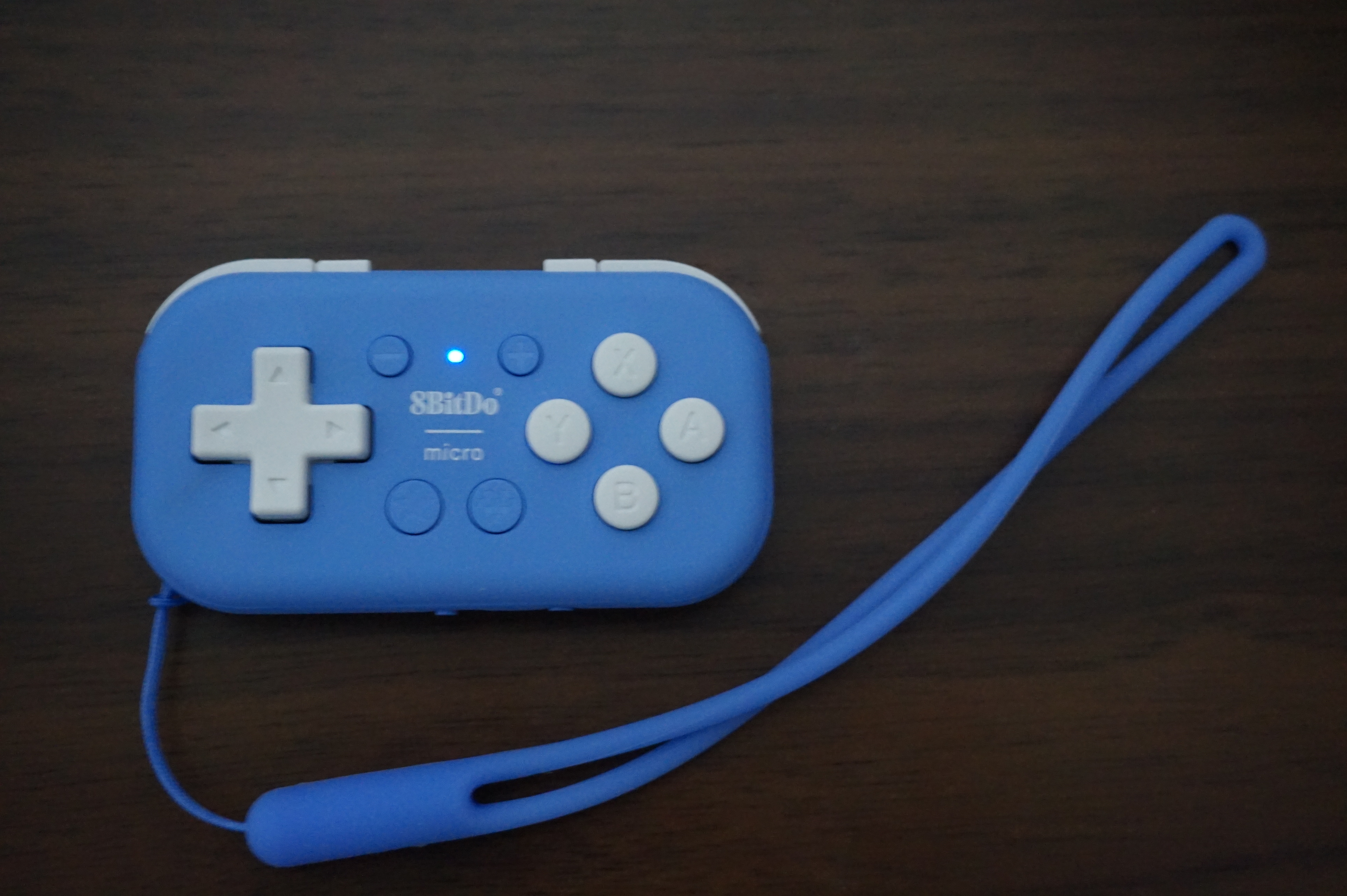
8BitDo Micro

2016年には、「世界最小のBluetoothコントローラー」と謳われた8BitDo Zeroを発表した。73mm×35mmのゲームパッドで、十字キーとSuper Controllerのボタンレイアウトを備えている。携帯電話やタブレットの補助コントローラとして設計されており、一般的なシステムと互換性があるほか、iOSではキーボードの代わりやカメラのリモートシャッターとしても使用可能である。180mAhのバッテリーは1時間で充電でき、最大20時間のプレイが可能である。Zeroのサイズは、グリップがなく指で持つ必要があるため大きな欠点でもある。また、Horizon Chaseなどの一部のゲームには対応していない。
2018年には同コントローラの改良版である「8BitDo Zero2」が発表され、Nintendo Switchにも対応した。2023年8月にはZeroシリーズの後継となる『8BitDo Micro』が発売され、ボタンは1616個となり専用ソフトウェアである8bitdo Ultimateに接続してボタンの設定が可能となった。2025年には、同シリーズをスマートフォンに取り付けて使える「8BitDo Micro/Zero2 clip」を発表した。

### RB8-64 (2016年)
2016年、メーカーとして既に高い評価を得ていた同社は、レトロゲームを専門とする別の企業であるRetroBit社と協力して、Nintendo 64コントローラーのレプリカを発売した。Zトリガーを除いて、素材の品質と感触はオリジナルモデルに似ており、Rumble Pak用のポート（機能しない）やワイヤレス接続の利点などの詳細があるが、販売時点ではWii Uとの互換性は実装されておらず、エミュレーターでのみテストされた。

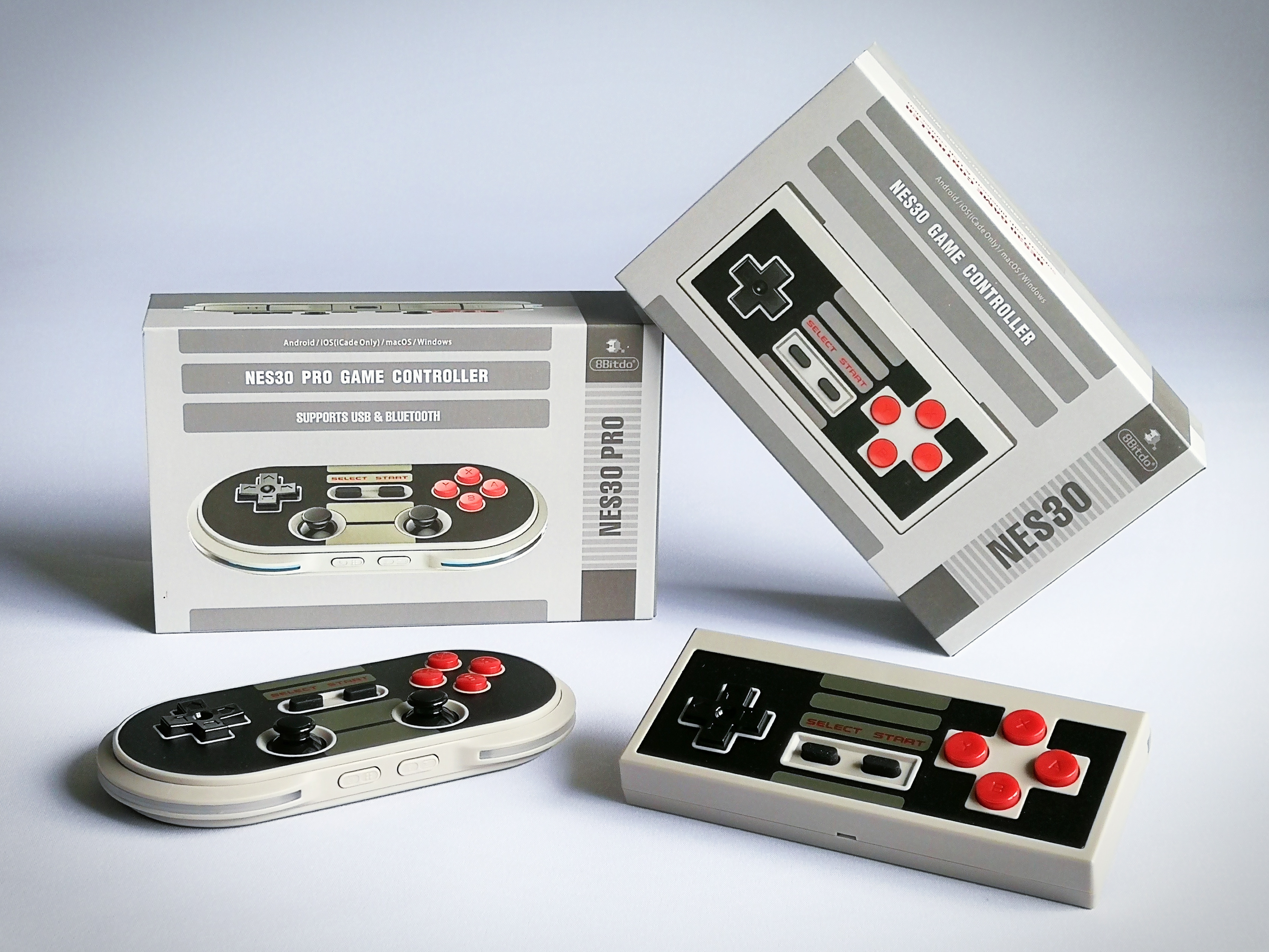
NES30 ProとNES30

### N30 Pro (2016年)
2017年には、NES30 Proが発売され、名称もN30 Proに変更された。これは前モデルの改良版で、NESのカラーリングはそのままに、丸みを帯びたデザインに、アナログスティック2本と上部トリガー2本が追加された。これにより、割り当て可能なボタンの数が10個に増加し、機能（選択、スタート、電源/オフ、ホーム、接続、前のメニューに戻る）用に6つが追加された。さらに、パッドの側面はLEDで点灯する。8bitdoは、Raspberry Pi に加えて、SteamとNintendo Switchにも対応した。しかし、ボタンのレイアウトとアナログスティックの品質が製品の弱点となった。
NES30とN30 Proには、ファミコンのコントローラーをモチーフにしたゴールドとバーガンディ（カラー）のカラーリングがあり、それぞれFC30とFC30 Proと呼ばれている。その後、スーパーファミコンのコントローラのカラーリングをモチーフにしたワイヤレスコントローラであるSFC30とSN30の2種類を、アメリカ版（凹型のYとXの付いた紫色のボタン）と日本版（4つの異なる色のボタン）の色で販売した。

### N30 Arcade Stick (2017年)

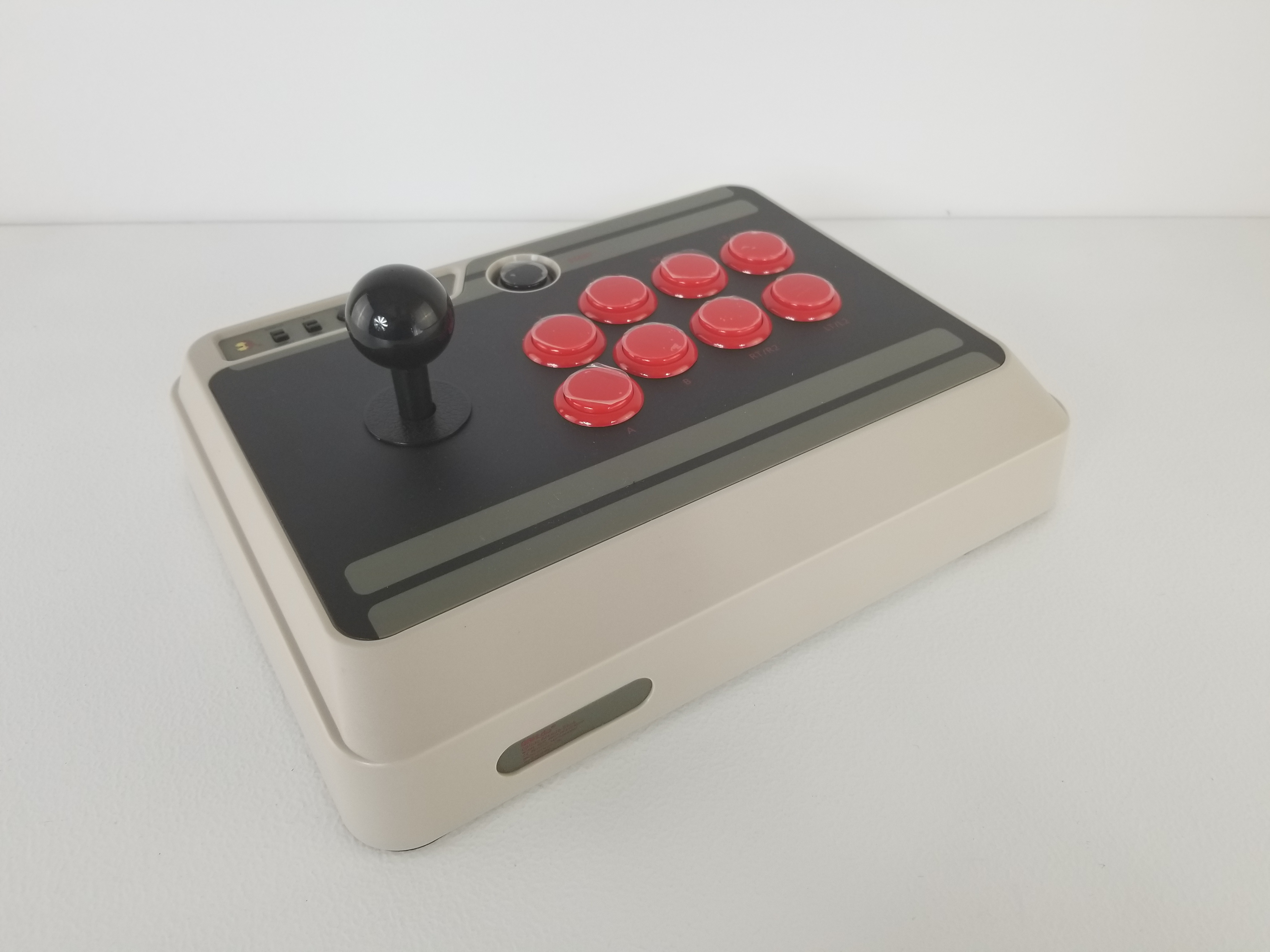
N30 Arcade Stick

2017年に、N30シリーズのカラーで最初のアーケードスタイルのジョイスティックを生産した。Bluetooth経由で通常のシステムと互換性があり、ボックスには8つの赤いSanwaスタイルのアクションボタンと、格闘ゲーム用のVewlixレイアウトがあり、4つの黒いボタン（ターボ、ペア、選択と開始、最後の大きいボタンはジョイスティックの電源もオンにする）と2つのセレクター（1つは入力方法を選択するため、もう1つはスティックの信号タイプを選択するため）の構成となっている。スティックは実際にはデジタルで方向制限がないため、アナログ制御のような精度はない。プロレベルのファイティングスティックではないが、低価格（79.99ドル）と無線化できることが批評家にとって魅力的であった。日本では2017年10月24日にサイバーガジェットによる委託販売によって発売された。
2021年に後継モデルとして「8BitDo Arcade Stick」が90ドルで発売された。互換モードの切り替えがダイヤルで行うことが可能となり、Nintendo SwitchとX-input（PC・Xbox) に対応する。接続形式は、Bluetooth接続とUSBドングルによる2.4GHzによるものである。また、8BitDo Ultimateによるカスタマイズにも対応している。
2025年5月17日にXbox向けのモデルである「8BitDo Arcade Controller for Xbox」を発表した。

### S_30 Series (2018年)

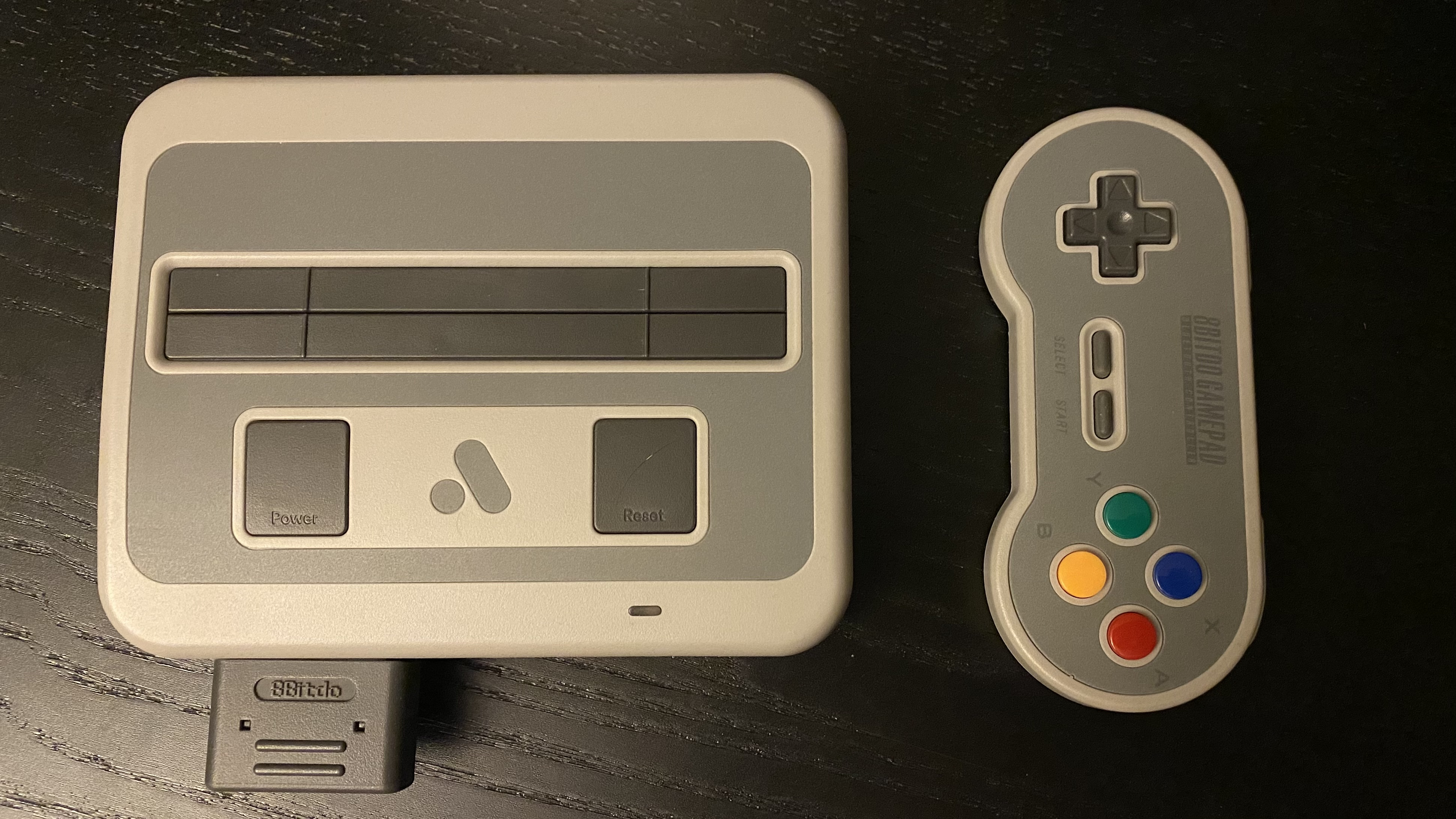
Analogue社の「Super NT」の右側に置かれている「SN30」

2018年、SFC30とSN30はニンテンドークラシックミニ用の2.4GHzレシーバー（Wiiリモコンのヌンチャクポートと共用）を搭載するなど再設計され、アナログ操作と4本のサムスティックを備えた両コントローラーのProバージョンが発売された。また、オリジナルコンソールで使用できるレシーバー付きパッケージも販売された。Proモデルにはターボ、ジャイロスコープ、バイブレーション機能が搭載されているが、バイブレーション機能は高解像度ではない。日本ではサイバーガジェットによる委託販売によって同年7月31日に販売された。 

2019年には、通常のスーパーファミコンのコントローラーとPlayStationのDUALSHOCKを組み合わせたデザインのSN30 Pro+が発売された。無線・有線接続やバッテリー・乾電池による駆動にも両対応し、グリップが追加されている。これは、2つのトリガーとバイブレーション機能を備えたSwitch Proコントローラーの互換品として設計されているが、全機能は搭載されていない。また、専用ソフトウェアである8bitdo Ultimateに接続して、振動の調整、アナログスティックの調整、トリガーの感度の制御、ボタンの再マッピング、マクロの使用などの設定を行うことが可能である。

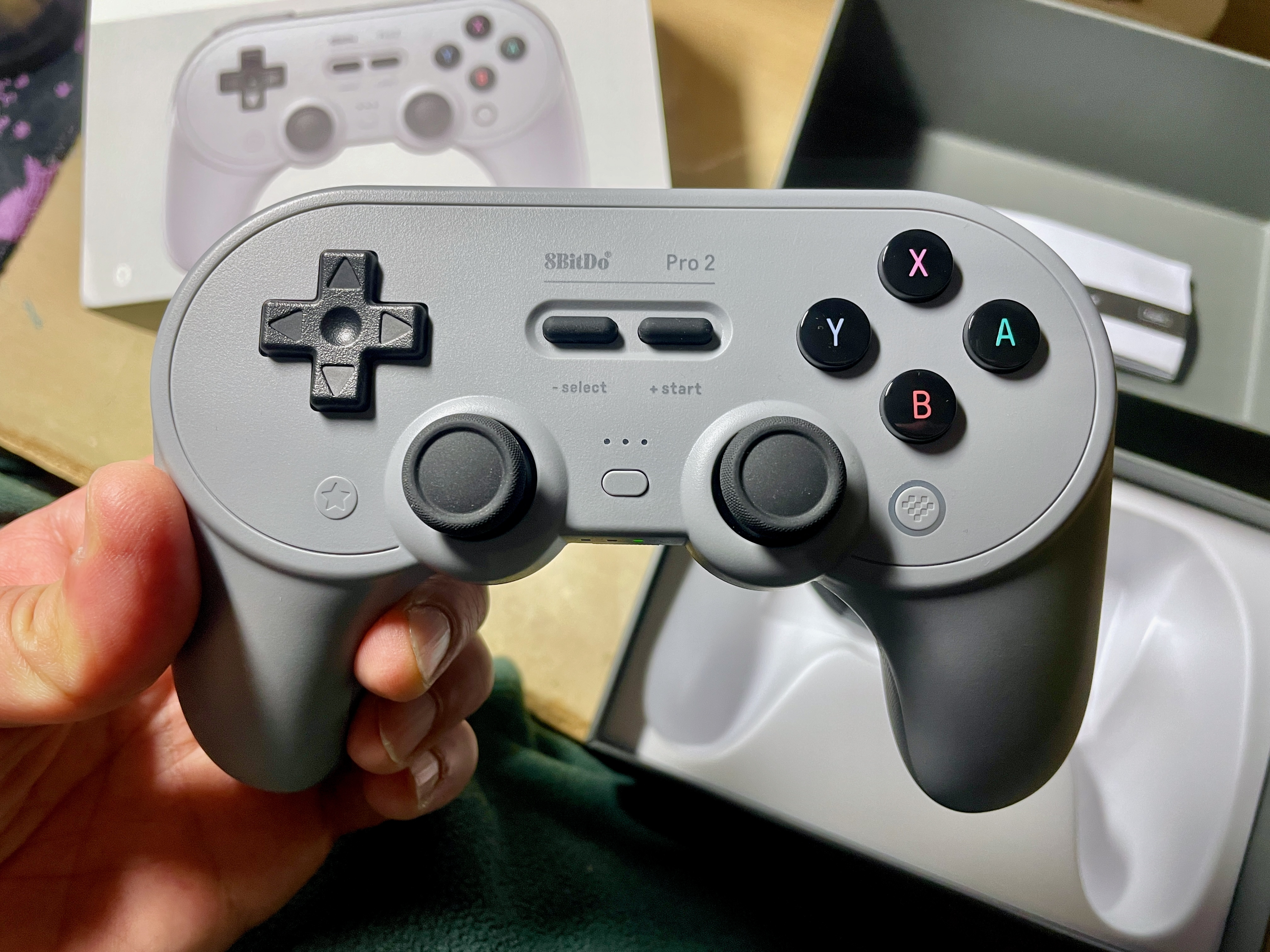
8BitDo Pro2

2021年には、SN30 Pro+の後継モデルとなる「8BitDo Pro2」が発表。日本では同年10月05日にサイバーガジェットによる委託販売で6980円で発売された。プロファイル切り替えボタンと背面ボタンが追加され、8BitDo Ultimateによるカスタマイズにも対応し、最大3つの設定が可能でありプロフィール切り替えボタンで切り替えることが可能となっている。2025年6月7日には、ファームウェアの更新によってNintendo Switch 2に対応した。
2025年7月16日に、8BitDo Pro2の後継モデルとなる「8BitDo Pro3」が発表。ホール効果トリガーへの変更、R4・L4ボタンの追加、正面の4ボタン（A・B・X・Y）がマグネット式交換可能となり、XBOX配列・Switch配列へ変更が可能となった。また、Ultimateシリーズと同様に充電ドックと2.4GHz通信に対応したアダプターが同梱されている。

### M30 (2019年)

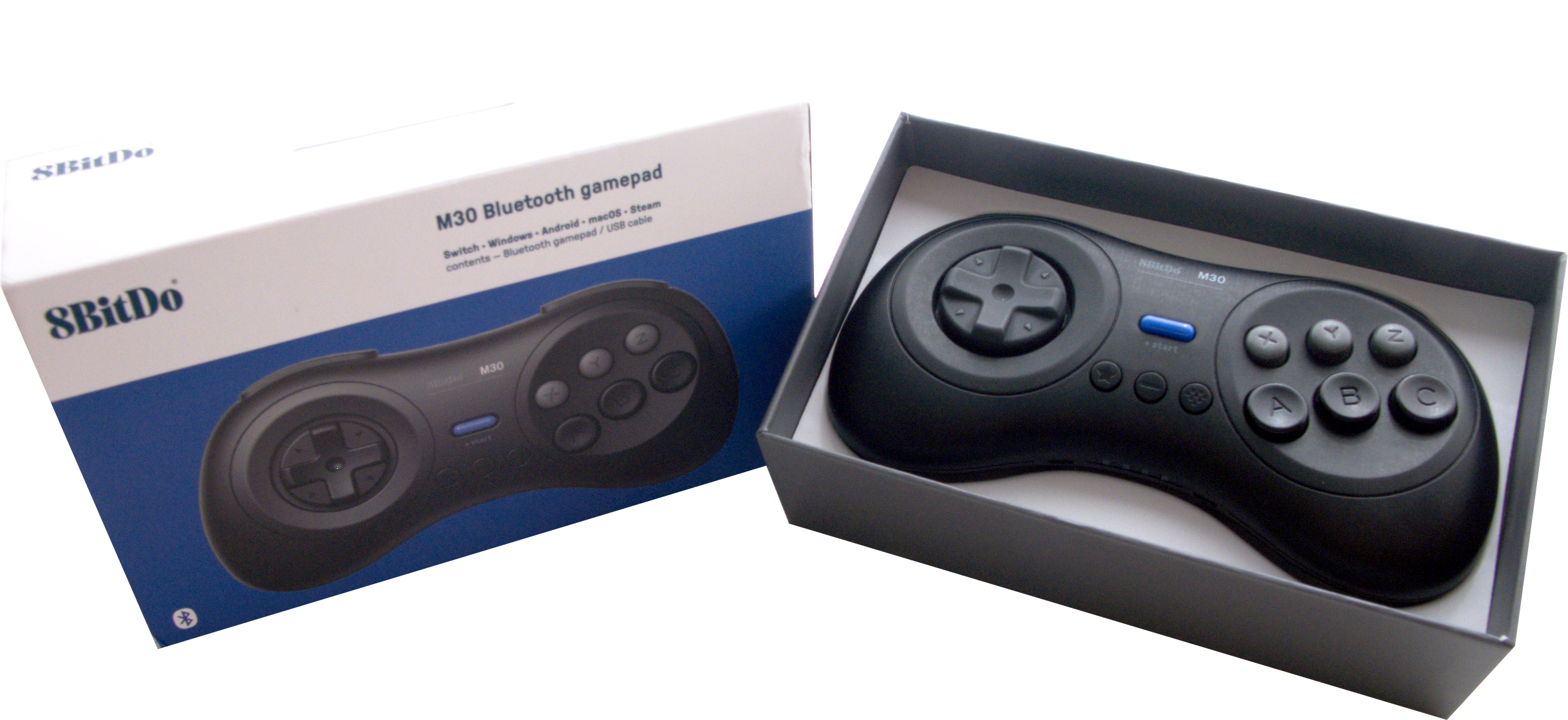
M30 コントローラ (2018年)

2019年の初めに、セガのゲーム機のジョイパッドを参考にしたコントローラーを発売した。Bluetooth（黒）と2.4Ghz（白）バージョンが用意され、メガドライブを参考にして作られているが、レプリカではなく、MDの6ボタンパッドと日本版セガサターンをかけ合わせたデザインであり、ショルダー部分にさらに2つのボタンが追加された。アクションボタンとクロスヘアの数と配置は、格闘ゲームに最適されている。

### Lite (2019年)
Nintendo Switch Lite向けに、同機の発売色（青または黄）をモチーフとしたデザインのゲームパッドを発売した。Switch Liteと同様に長方形で平らで、12個のシステムボタンに加えて、アナログスティックの代わりに2つの十字ボタンを備える。そのため、360度移動するゲームには不向きだが、アクションゲームには最適化されている。他の製品と同様に、すべてのSwitchとの互換性だけではなく、X-Inputに対応した機器にも接続が可能である。中華人民共和国建国70周年を記念して、中国国旗の色（赤と黄）を使用した地域限定版も作られた。日本ではサイバーガジェットによる委託販売によって同年12月31日に販売された。
2022年6月15日には、手に不自由のある人のために開発された『8BitDo Lite SE』が発売された。従来モデルとは異なり、入力操作に使う全ボタンがコントローラーの前面に配置されている。同時に8bitDo Liteの下部の十字ボタンをアナログスティックに置き換えた『8BitDo Lite 2』が発売された。

### NES30 Mouse (2019年)
2019年には、2008年にNESのコントローラーをモチーフにしたマウスのモデルを作成したスウェーデンのインダストリアルデザイナー、ダニエル・ヤンソンのプロジェクトも実現させた。8BitDoがライセンスを取得し、24.99ドルで販売した。単三電池で100時間以上動作し、当機器にはBとAのの2つのボタンがあり、その間にホイールとして機能する触覚部分がある。また、左側にはウェブページを上下にめくるのに使用する十字形ボタンを備えている。

### PCE (2023年)
2023年にAnalogue社のPCエンジンDuoの互換機「Analogue Duo」とともに、PCエンジンをモチーフにしたコントローラとして発表された。PCエンジン Mini(TurboGrafx 16 Mini)、Nintendo Switchなどと互換性を持つ。USBレシーバーによる2.4GHz接続のみ対応しており、Bluetooth接続には対応していない。

### Ultimate Series (2022年)

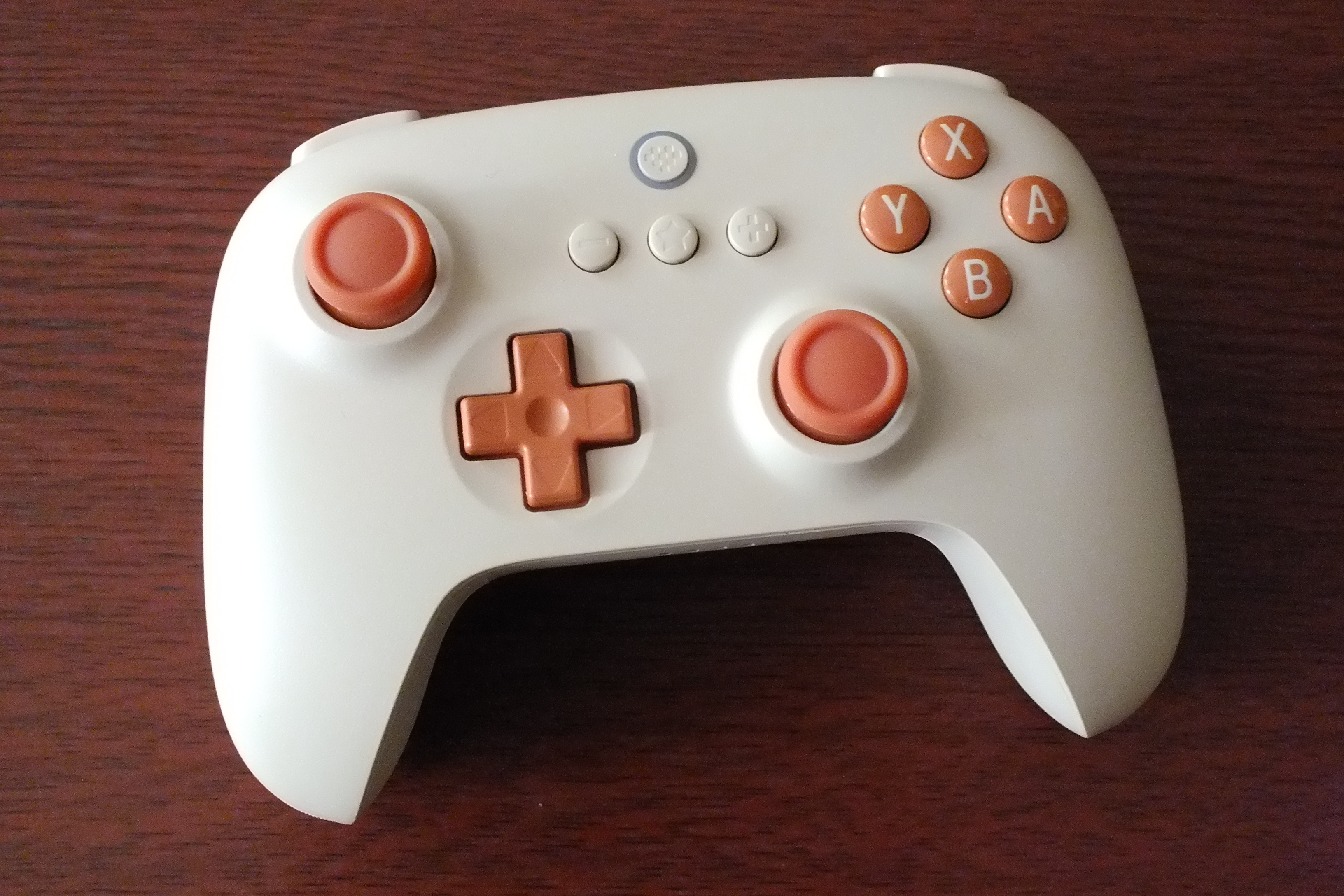
8BitDo Ultimate C

2022年8月30日に発表され、同年10月28日に発売された。Bluetooth5.0や、2.4GHzのUSBレシーバーによる接続、有線接続に対応しており、充電ドックも同梱している。iOSとAndroidのアプリ&Windows PCに加え、Steam OS、Nintendo Switchの複数デバイスにも対応している。日本では、ONO貿易会社による委託販売によって2023年4月17日に販売された。公式ソフトウェアの8BitDo Ultimateによるカスタマイズにも対応している。同年11月23日には、オープンワールドゲーム「原神」などを開発・運営しているmiHoYo社との公式コラボ製品である「8BitDo Ultimate 2.4G Wireless Controller - Chongyun edition」が発売された。
2023年5月5日に廉価版である「8BitDo Ultimate C」が発表された。ライラックパープルとフィールドグリーンのバリエーションがあり、2.4GHz無線接続および有線接続に両対応する。ただしBluetooth接続には対応しない。 2024年12月11日にはBluetooth接続と有線接続によるNintendo Switchに対応した「8BitDo Ultimate C Bluetooth」が発売された。
2025年2月26日に8BitDo Ultimate 2が発表され、ボタンの追加やスティックやトリガー操作の改善が行われた。2025年6月7日には、ファームウェアの更新によってNintendo Switch 2に対応した。

### NEOGEO Wireless Controller (2023年)
2023年7月6日にSNKからの公式ライセンス認証されたNEOGEO型のワイヤレスゲームコントローラを発表した。PC・Android・ネオジオミニに対応する。ネオジオCDのコントローラーをベースとしているが、新たにバンパーボタンやターボ機能、ボタンレイアウトのスワップ機能を搭載している。Bluetooth接続・USBレシーバーによる2.4GHz接続・有線による接続にそれぞれ対応している。

### Retro Mechanical Keyboard (2023年)
2023年8月1日に「8BitDo Retro Mechanical Keyboard」として発表されたキーボードである。ファミコンをモチーフにした「Fami Edition」とNESをモチーフにした「N Edition」の2モデルが販売された。2024年5月26日には、コモドール64をモチーフにした「C64 Edition」が、同年7月には『IBM Edition』が発売された。11月22日には、セガサターンをモチーフにした「Saturn Edition」も発売された。BluetoothとUSBレシーバーによる2.4GHzと有線接続が可能である。
2024年9月には当製品に対応したファミコンとNESをモチーフとしたキーキャップが発売されている。2024年12月12日には、新しいカラーとバリエーションが発売された。新たに追加されたバリエーションには、テンキーレスに加えフルサイズモデルが追加されている。特徴として本体にはボリュームダイヤルと、BluetoothとUSBレシーバーによる2.4GHzのボリュームがあり、切り替え可能となっている。また、別途プログラムが設定可能なスーパーボタンが付属している。2024年12月2日にはMicrosoftから公式ライセンス認証された「Xbox Edition」を発表した。2025年1月16日に販売を開始する。また、同時にクリア筐体を採用したゲーミングマウス「8BitDo Retro R8 Mouse - Xbox Edition」も同時に販売される。
2024年7月15日には、メカニカルキーを備えたテンキーのみキーボードとして『8BitDo Retro 18 Mechanical Numpad』が販売された。BluetoothとUSBレシーバーによる2.4GHzと有線接続が可能である。単体で電卓になる機能もあり、キーボード上部にはテンキーと電卓切替ボタンの他、Windowsの電卓アプリの起動ボタンも備えている。

### 64 Bluetooth Controller (2024年)
2024年10月22日にNINTENDO 64向けに「8BitDo 64 Bluetooth Controller」が発表された。

### Retro Receiver

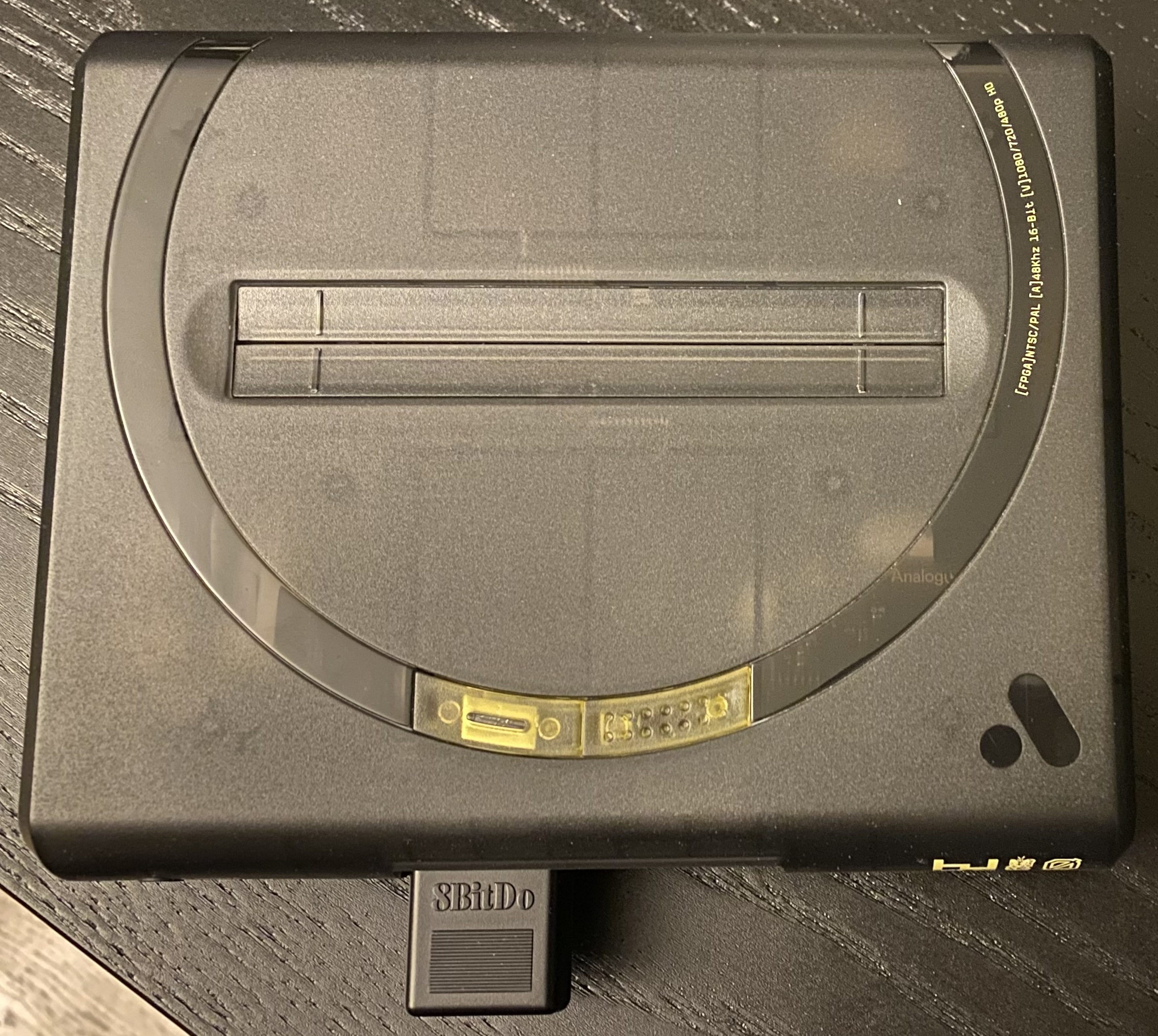
Analogue社の「Sega Sg」に挿入されている8BitDoのRetro Receiver

2016年4月26日に発表したNES向けの「Retro Receiver for NES」を皮切りに、レトロハードで当社や他社製コントローラーを使用するための様々なBluetoothレシーバーを販売している。これらのレシーバーは、対応するゲーム機のコネクター接続に対応する。 
- SNES向けに『Retro Receiver for SNES』を2016年7月25日に発売した[63]。
- NES及びSNES クラッシックミニ用の「Retro Receiver for NES/SNES/SFC Classic Edition」を2016年12月半ばに発売した[64]。
- 2019年1月19日、メガドライブ（英：ジェネシス）・セガサターン向けに、M30コントローラ とともに「Retro Receiver for SEGA Genesis & Mega Drive」が予約が開始した[65]。
- 2023年8月10日、Playstation・Playstation2向けに「8BitDo Retro Receiver for PS」を発表した[66]。
- 2024年9月16日、ゲームキューブ向けの「8BitDo Retro Receiver for NGC」を発売した[67]。

### Wireless Adapter
スーパーマリオブラザーズをモチーフにしたデザインのUSBワイヤレスアダプター「8BitDo USB Wireless Adapter」が発表され、日本では、サイバーガジェットによる委託販売によって2018年7月31日に発売された。USBワイヤレスアダプターは、Wiiリモコン、Xbox Oneコントローラー・Dualshock 4を含む様々なコントローラーとのペアリングにも対応し、レトロフリークやNintendo Switch、Windows、MacOS、AndroidTV、Raspberry Piでの利用が可能である。2021年12月7日、改良版となる「8Bitdo Wireless USB Adapter 2」が発表された。2025年6月7日には、ファームウェアの更新によってNintendo Switch 2に対応した。
2018年11月7日、Wiiリモコンの外部拡張コネクタを使用するコントローラやゲームキューブコントローラをNintendo Switchやパソコンで使用できるBluetoothアダプター「GBros. Wireless Adapter」を発表した。単三電池2本で駆動する。日本では、サイバーガジェットによる委託販売によって同年12月25日に発売された。
| 発売年 | 製品名                     | 接続方法              | カラーリング           | ボタン数       |
| ------ | -------------------------- | --------------------- | ---------------------- | -------------- |
| 2014   | FC30                       | Bluetooth             | Famicom                | 6 + 2          |
| 2014   | NES30                      | Bluetooth             | NES                    | 6 + 2          |
| 2016   | Zero                       | Bluetooth             |                        | 6 + 2          |
| 2016   | RB8-64                     | Bluetooth             | N64                    | 9 + 1          |
| 2017   | FC30 Pro                   | Bluetooth 4.0         | Famicom                | 8 + 6          |
| 2017   | N30 Pro                    | Bluetooth 4.0         | NES                    | 8 + 6          |
| 2017   | SFC30                      | Bluetooth             | SFC/PAL                | 6 + 2          |
| 2017   | SN30                       | Bluetooth             | SNES                   | 6 + 2          |
| 2017   | SN30                       | 2.4 GHz               | SFC/PAL                | 6 + 2          |
| 2017   | N30 Arcade Stick           | Bluetooth             | NES                    | 8 + 4          |
| 2018   | SN30 Pro                   | Bluetooth 4.0         | SNES                   | 8 + 6          |
| 2019   | SN30 Pro+                  | Bluetooth 4.0         | SNES                   | 8 + 6          |
| 2019   | Lite                       | Bluetooth 4.0         | Switch Lite            | 12 + 2         |
| 2019   | N30 Mouse                  | Bluetooth 4.0         | NES                    | 6              |
| 2019   | M30                        | Bluetooth             | MD                     | 8 + 4          |
| 2019   | M30                        | 2.4 GHz               | MD/SS                  | 8 + 4          |
| 2020   | PCE                        | 2.4 GHz               | PCE/TG16               | 4 + 2          |
| 2021   | Pro 2                      | Bluetooth 4.0         | SNES/GB                |                |
| 2021   | Arcade Stick               | Bluetooth 4.0/2.4 GHz |                        |                |
| 2022   | Lite SE                    | Bluetooth 4.0         |                        |                |
| 2022   | Lite 2                     | Bluetooth 4.0         | Switch Lite            |                |
| 2022   | Ultimate                   | Bluetooth 5.0/2.4 GHz |                        |                |
| 2023   | Retro Mechanical Keyboard  | Bluetooth 4.0/2.4 GHz | FC/NES/C64/IBM/SS/XBOX | 86 / 108 / 165 |
| 2023   | NEOGEO Wireless Controller | Bluetooth 4.0/2.4 GHz | NEOGEO                 |                |
| 2023   | Ultimate C                 | 2.4 GHz               |                        |                |
| 2024   | 64 Bluetooth Controller    | Bluetooth 4.0         |                        |                |
| 2025   | Ultimate 2                 | Bluetooth 5.0/2.4 GHz |                        |                |
| 2025   | Pro 3                      | Bluetooth 4.0         | SNES/GB                |                |